# 滑鐵盧鎮區 (密歇根州)
滑鐵盧鎮區（英語：Waterloo Township）是位於美國密歇根州傑克遜縣的一個行政鎮區。

## 地方資料
滑鐵盧鎮區的面積為128.31平方千米，當中陸地面積為123.34平方千米，而水域面積為4.97平方千米。根據2020年美國人口普查的數據，當地共有人口2931人，而人口密度為每平方千米22.84人。